# Giuseppe Ferrari
Giuseppe Ferrari (Milán, 7 de marzo de 1812-Milán, 2 de julio de 1876) fue un filósofo, historiador y político italiano.

## Biografía
Estudió Derecho en la Universidad de Pavía, donde se graduó en 1831. Sus primeras obras fueron un artículo en la Biblioteca Italiana titulado Mente di Gian Domenico Romagnosi (1835) y una edición completa de las obras de Giambattista Vico, que prologa él mismo (1865).
Siendo incómoda su presencia en Italia, por causas ideológicas, pasó a Francia, donde publicó Vico ci l'Italie (París, 1839), seguida por La Nouvelle Religion de Campanella y La Théorie de l'erreur. Por estas obras obtiene el título de Docteur ès lettres de la Sorbona y el cargo de profesor de filosofía en Rochefort (1840), no sin antagonismo debido a sus tesis. En 1842 obtuvo la cátedra de filosofía de la Universidad de Estrasburgo. Tras ciertos choques con el clero, volvió a París, donde publicó una defensa de sus teorías en una obra titulada Idées sur la politique de Platon et d'Aristote. Tras una breve estancia docente en Bourges, se dedicó exclusivamente a la escritura entre 1849 y 1858. Obras de este periodo son Les Philosophes Salariés, Machiavel juge des revolutions de notre temps (1849), La Federazione repubblicana (1851), La Filosofia della rivoluzione (1851), L' Italia dopo il colpo di Stato (1852), Histoire des révolutions, ou Guelfes et Gibelins (1858).

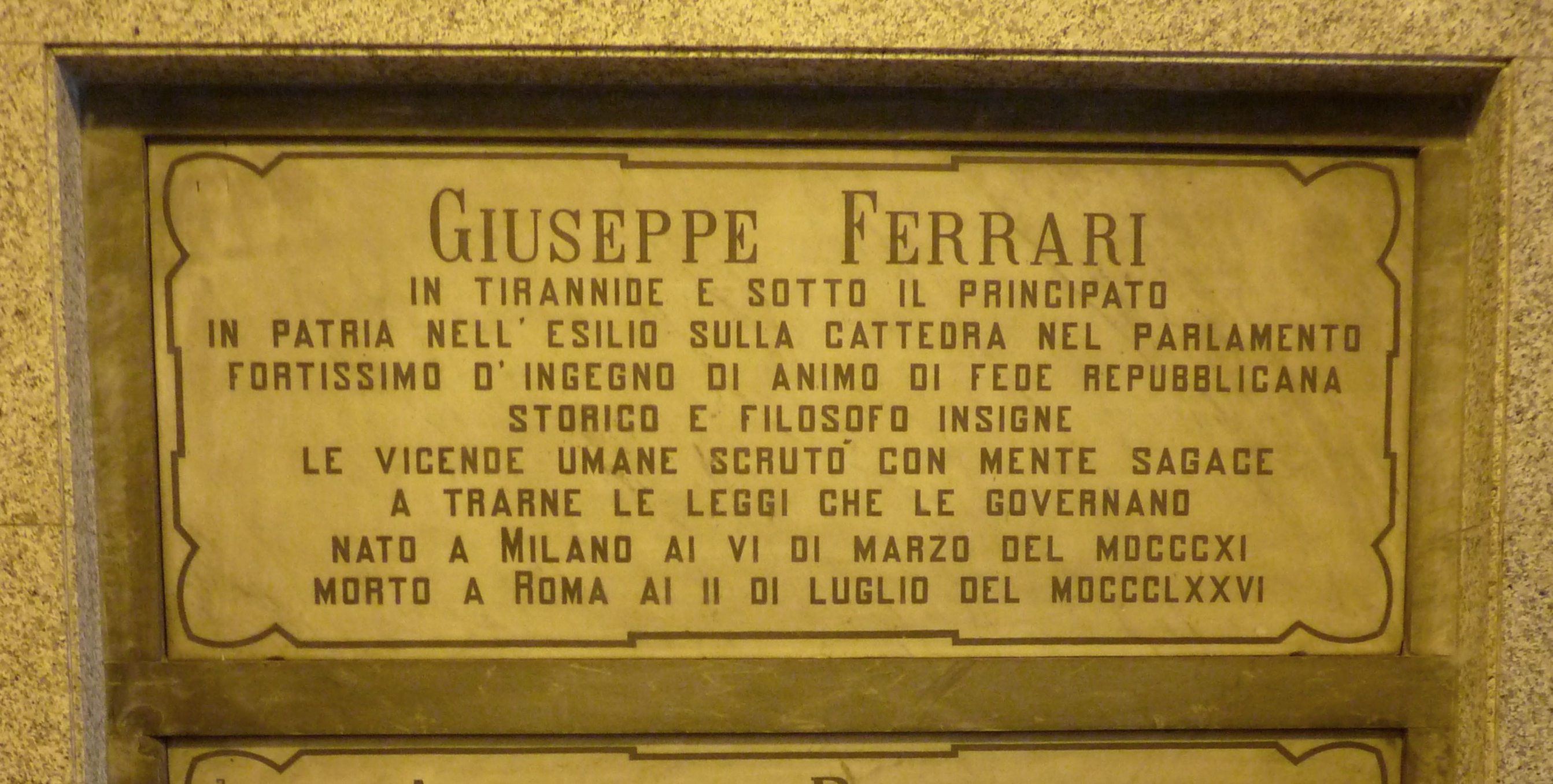
Su tumba en la el Cementerio Monumental de Milán.

En 1859 volvió a Italia, donde se opuso a Cavour, defendiendo el federalismo contra la política de unificación de Italia bajo una única monarquía. A pesar de ello, obtuvo las cátedras de filosofía de las universidades de Turín, Milán y Roma sucesivamente, y durante varias legislaturas representó a la circunscripción de Gavirate en el Parlamento. Fue miembro del consejo de educación. El 15 de mayo de 1876 fue nombrado senador, muriendo seis semanas después.
Entre otras obras, deben mencionarse Histoire de la Raison d'État, Corso di storia degli scrittori politici italiani y La China e l'Europa. En esta última, Ferrari anticipó el surgimiento de las superpotencias, argumentando de que tal cosa destruirá el predominio de Europa en favor de Rusia, Estados Unidos y, a la larga, China. Filosóficamente escéptico y políticamente revolucionario, controvertido en ambos ámbitos, fueron admiradas su personalidad y sus dotes oratorias y literarias.

## Obras

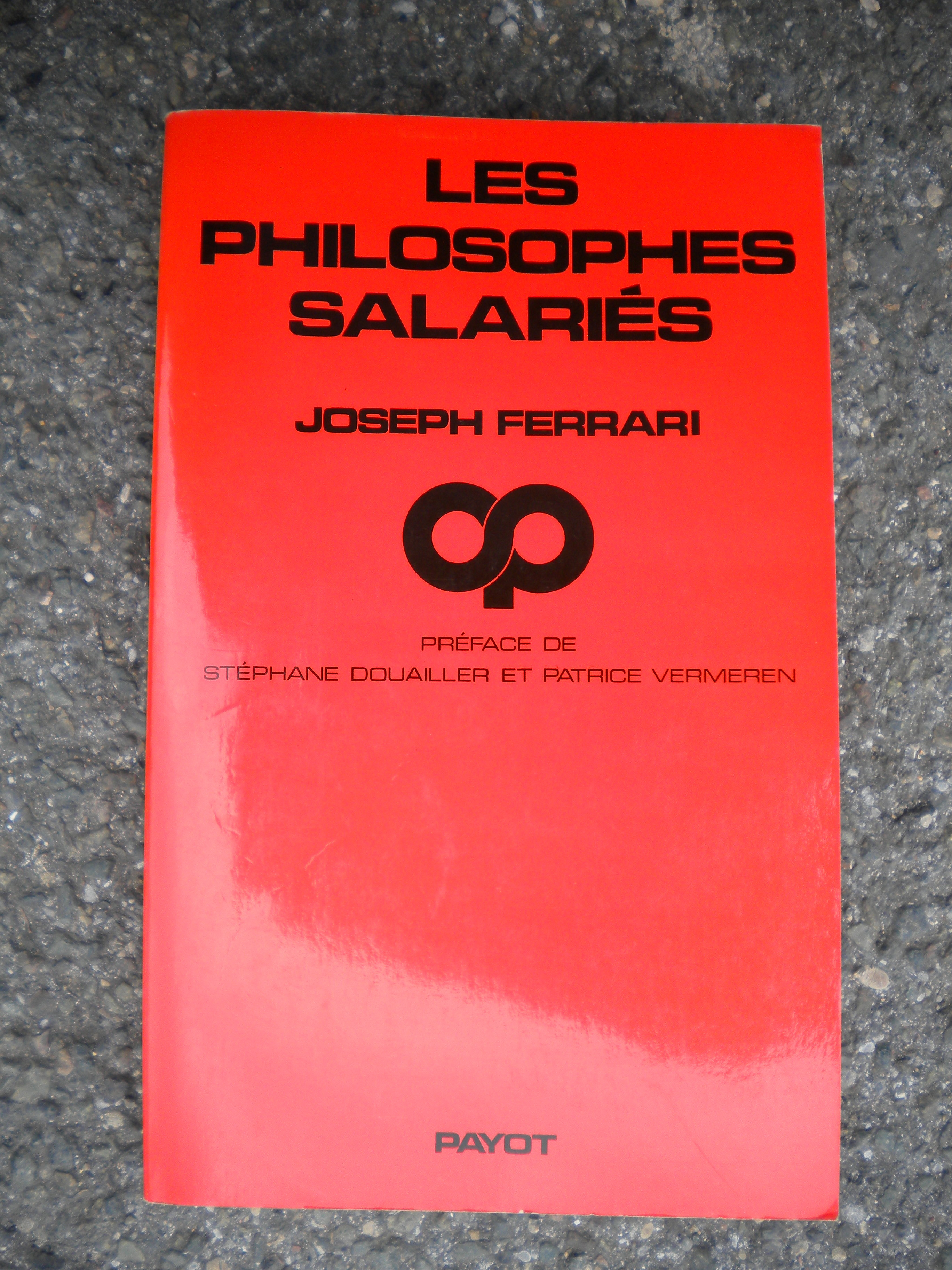

- 1835: La mente di G. D. Romagnosi,
- 1837: La mente di Vico,
- 1839: Vico et l'Italie,
- 1843: Essai sur le principe et les limites de la philosophie de l'histoire,
- 1844: La philosophie catholique en Italie,
- 1844–1845: La révolution et les révolutionnaires en Italie,
- 1845: Des idées et de l'école de Fourier depuis 1830,
- 1845: La révolution et les réformes en Italie,
- 1849: Machiavel juge des révolutions de notre temps,
- 1849: Les philosophes salariés,
- 1851: La Federazione repubblicana,
- 1851: Filosofia della rivoluzione,
- 1852: L'Italia dopo il colpo di Stato del 2 dicembre 1851,
- 1854: La mente di Giambattista Vico,
- 1856–1858: Histoire des révolutions d'Italie,
- 1860: Histoire de la raison d'État,
- 1860: L'annessione delle Due Sicilie,
- 1862: Corso sugli scrittori politici italiani,
- 1865: Il governo a Firenze,
- 1867: La Chine et l'Europe,
- 1868: La mente di Pietro Giannone,
- 1872: Storia delle Rivoluzioni d’Italia,
- 1874: Teoria dei periodi politici,
- 1875: Proudhon,
- 1929: Corso sugli scrittori politici italiani, prefazione di A. O. Olivetti,
- 1957: Opere di Giandomenico Romagnosi, Carlo Cattaneo e Giuseppe Ferrari, a cura di E. Sestan,
- 1961: Lettere di Ferrari a Proudhon (1854–1861) a cura di F. Della Peruta,
- 1973: Scritti politici, a cura di S. Rota Ghibaudi,
- 1988: I filosofi salariati, a cura di L. La Puma,
- 2006: Scritti di filosofia politica, a cura di M. Martirano,
- 2009: Il genio di Vico,
- 2009: Sulle opinioni religiose di Campanella